# Giuseppe Giuliano
Pour les articles homonymes, voir Giuliano.
Giuseppe Giuliano (ou Giuliani) (fl. 1750) est un compositeur italien d’œuvres avec mandoline. 

## Biographie
La vie de Giuseppe Giuliano est encore peu connue. Il compose des sonates, duos, trios, et des concertos pour mandoline. Les partitions se trouvent dans différentes bibliothèques à Milan, Paris, Stockholm et Uppsala.

## Œuvres
- Sonata in Ess per mandolino e basso
- Sonata in Re maggiore per mandolino e basso continuo
- Sinfonia per mandolino con più istrumenti (Gimo 153)
- Sinfonia per due mandolini e basso
- Concerto in Sol maggiore per mandolino
- Concerto in Si bemolle maggiore per mandolino